# Total War: Shogun 2: Fall of the Samurai
Total War: Shogun 2: Fall of the Samurai là bản mở rộng độc lập của tựa game chiến lược Total War: Shogun 2 phát hành vào ngày 23 tháng 3 năm 2012. Game lấy bối cảnh vào thời Bakumatsu giữa thế kỷ 19, bao gồm cả thời Minh Trị Duy tân, khi sự xuất hiện của các cường quốc phương Tây đã buộc chính phủ Nhật Bản phải hiện đại hóa và cuối cùng bãi bỏ chế độ Mạc phủ truyền thống dựa trên samurai. Trò chơi đã được đổi thương hiệu và phát hành dưới dạng một sản phẩm riêng biệt Total War Saga: Fall of the Samurai vào ngày 13 tháng 8 năm 2019.

## Lối chơi
Bản mở rộng độc lập này tập trung vào các cuộc xung đột giữa Triều đình và Tướng quân trong những năm cuối cùng của Mạc phủ Tokugawa, diễn ra 300 năm sau các sự kiện của tựa game gốc. Lối chơi trong bản này là sự pha trộn giữa văn hóa Samurai truyền thống chủ yếu được thấy trong bản gốc và sức mạnh của vũ khí hiện đại được thấy nhiều hơn trong phiên bản này. Mục tiêu chung của người chơi là hướng dẫn Nhật Bản thời cổ đại bước vào thời hiện đại, vì sự xuất hiện của các cường quốc phương Tây sẽ trùng hợp với một cuộc nội chiến vốn sẽ định đoạt tương lai của cả một quốc gia.
Đường sắt xuất hiện trong game cho phép chuyển quân nhanh hơn nhiều trên bản đồ chiến dịch. Súng Gatling xuất hiện trong trò chơi. Các đơn vị pháo binh và tàu chiến giờ đây có thể bắn phá trực tiếp đơn vị quân địch trên bản đồ chiến dịch. Tương tự như vậy, các khẩu pháo ven biển giờ đây có thể được chế tạo để chống lại các cuộc bắn phá như vậy. Vì các con tàu trong bản mở rộng hiện chạy bằng hơi nước nên có những thay đổi đáng kể trong hải chiến và chiến thuật so với các phiên bản trước đây.
Về mặt đồ họa, game sử dụng engine Warscape cải tiến, bổ sung những điểm mới cho phần Bản đồ Chiến dịch (Campaign Map), hiệu ứng nước được cải thiện và hơn thế nữa. Bản cập nhật engine này cũng đã thêm vào nhiều cải tiến về hiệu suất trong game.

### Phe phái
Người chơi có thể chọn chơi ở phe Triều đình hoặc phe Mạc phủ. Bao gồm tất cả bản DLC Fall of the Samurai, có năm gia tộc Triều đình và năm gia tộc Mạc phủ để người chơi tha hồ lựa chọn. Có thể chuyển lòng trung thành của gia tộc từ Mạc phủ sang Triều đình hoặc ngược lại, trong giai đoạn đầu (chứ không phải giai đoạn sau) của chiến dịch. Có mười phiên chính sống ở các tỉnh của Nhật Bản mà người chơi lựa chọn. Tất cả các gia tộc đều có những lợi thế cụ thể trong các lĩnh vực nhất định nhằm mang lại nhiều phong cách chơi khác nhau cho mỗi phe phái trong game.
Phe Mạc phủ
- Phiên Aizu, khởi đầu ở Fukushima.
- Phiên Nagaoka, khởi đầu ở Echigo.
- Phiên Jōzai, khởi đầu ở Kazusa.
- Phiên Obama, khởi đầu ở Wakasa.
- Phiên Sendai, khởi đầu ở Miyagi.

Phe Triều đình
- Phiên Satsuma, khởi đầu ở Satsuma and Ōsumi.
- Phiên Chōshū, khởi đầu ở Nagato.
- Phiên Tosa, khởi đầu ở Tosa.
- Phiên Saga, khởi đầu ở Nagasaki.
- Phiên Tsu, khởi đầu ở Iga.

Tương tự như Shogun 2, hệ thống phân chia lãnh địa được kích hoạt khi người chơi đạt đủ danh tiếng bằng cách chiếm đủ đất đai dù có một vài điểm khác biệt. Người chơi sẽ có tùy chọn đứng về phía Thiên hoàng  hoặc Tướng quân hoặc thành lập một nước cộng hòa mới (dựa trên Cộng hòa Ezo có thật trong lịch sử). Tùy chọn thứ hai sẽ dẫn đến việc tất cả các gia tộc khác còn sống sót do máy tính điều khiển lần lượt tuyên chiến với người chơi. Điều trước sẽ chỉ dẫn đến việc các nhóm của phe đối lập tuyên chiến với người chơi và cấm người chơi tuyên chiến với đồng minh của mình.